# Sandy Island Number 2
Sandy Island Number 2 ist eine unbewohnte Insel im australischen Northern Territory.
Sie ist 5,8 Kilometer vom australischen Festland entfernt. Die Insel liegt in der Arafurasee und gehört zum Garig-Gunak-Barlu-Nationalpark. Das Betreten der Insel ist verboten.
Die Insel ist 540 Meter lang und 210 Meter breit.
Elf Kilometer im Westen liegt die Sandy Island Number 1, 20 Kilometer im Osten Croker Island.